# موسکرا (کوندینامارکا)
موسکرا (کوندینامارکا) (به اسپانیایی: Mosquera, Cundinamarca) یک سکونتگاه مسکونی در کلمبیا است که در بخش کوندینامارکا واقع شده‌است.

## خصوصیات
موسکرا ۱۰۷ کیلومترمربع مساحت و ۹۲٬۰۲۵ نفر جمعیت دارد و ۲٬۵۱۶ متر بالاتر از سطح دریا واقع شده‌است.